# Ленинский (Урицкий район)
Ленинский — опустевший посёлок в Урицком районе Орловской области России.
Входит в состав Богдановского сельского поселения.

## География
Ближайшие населённые пункты — Лески, Хорошилово и Бобраки.
Рядом с посёлком проходит трасса регионального значения 54К-17 Нарышкино – Сосково.
Имеется одна улица — Полевая.

## Население
| 2010 |
| ---- |
| 0    |